# شعار إثيوبيا
اعتمد شعار إثيوبيا في شكله الحالي في 1996.
و يتكون من نجمة خماسية صفراء على قرص أزرق،
يوجد هذا الشعار أيضاً في منتصف العلم الإثيوبي. يمثل الشعار اليوم «اتحاد الشعب والجنسية الإثيوبية».